# Segunda División de fútbol sala 2020-21
La temporada 2020-21 de Segunda División de fútbol sala es la 32.ª edición de la Segunda División del Fútbol Sala de España. Por primera vez, la competición es organizada en su totalidad por el Comité Profesionalizado de Fútbol Sala de la RFEF.
Cuenta con la novedad del aumento de la cantidad de participantes, a 17 clubes, debido a que en la temporada anterior no hubo descensos a causa de la pandemia de COVID-19. Los equipos ascendidos desde Segunda División "B" son Desguaces Casquero Atl. Benavente, CD Leganés y CD El Ejido.

## Sistema de competición
Esta edición varía el sistema de competición debido a la situación sanitaria por la pandemia de COVID-19. La categoría se divide en dos subgrupos en una primera fase, que darán lugar a otros dos para una segunda, tras la cual se disputará el playoff de ascenso a Primera División.

### Primera fase
En la primera fase de la competición, los diecisiete equipos se dividen en dos subgrupos (A y B) por proximidad geográfica, de nueve y ocho equipos respectivamente. En cada subgrupo se disputa una liga regular a doble vuelta, de manera que cada equipo disputa 16 partidos en el subgrupo A y 14 partidos en el subgrupo B. Los puntos obtenidos por cada equipo se acumulan para la siguiente fase.
Los cuatro primeros clasificados del subgrupo A y B se clasificarán para la lucha por el ascenso a Primera División, mientras que los cinco últimos clasificados del subgrupo A y los cuatro últimos clasificados del subgrupo B lucharán en la segunda fase por la permanencia en la categoría.

### Segunda fase
En la segunda fase de la competición se crean dos nuevos subgrupos, en los que se lucha por el ascenso a Primera División (subgrupo C) y por la permanencia (subgrupo D).
En el subgrupo C, los cuatro primeros clasificados de los subgrupos A y B se medirán a los otros cuatro equipos del subgrupo contrario a formato de ida y vuelta, disputando un total de 8 partidos. Con los puntos acumulados en la primera fase más los obtenidos en esta segunda fase se establecerá una clasificación definitiva. Los cuatro primeros clasificados del subgrupo C se clasificarán para disputar el playoff de ascenso a Primera División y la posterior fase de promoción. Si entre los equipos clasificados se encontrase algún equipo filial o dependiente de un equipo de Primera División, lo que le imposibilita para su ascenso, su lugar en la clasificación sería ocupado por el siguiente clasificado.
En el subgrupo D, los últimos clasificados de los subgrupos A y B se medirán a los equipos del subgrupo contrario a formato de ida y vuelta. Debido a la composición impar de los subgrupos, los equipos del subgrupo B que habían jugado menos partidos en la anterior fase tendrán que jugar en estas 10 jornadas un total de 10 partidos, mientras que los del A, que habían disputado más en la anterior fase, jugarán un total de 8 encuentros en 10 jornadas. Los cuatro equipos peor clasificados descenderán a Segunda División B.

### Ascenso a Primera
Los cuatro mejores clasificados del subgrupo C disputarán el playoff de ascenso a Primera División, exceptuando equipos filiales. El playoff constará de dos eliminatorias. En la primera, se enfrentarán a tres encuentros con un orden de partidos de peor, mejor, mejor, el primer contra el cuarto clasificado y el segundo contra el tercero. Los ganadores de esta eliminatoria al mejor de tres obtendrán el pase a la segunda y final. En la final del playoff, los dos vencedores de la anterior ronda se medirán al mejor de tres partidos con orden de peor, mejor, mejor. El vencedor de esta segunda eliminatoria logrará el ascenso a Primera División, mientras que el perdedor contará con una nueva oportunidad para lograrlo en la fase de promoción.
El equipo perdedor de la final del playoff jugará la fase de promoción ante el equipo clasificado en la posición 15.ª de Primera División. De esta competición que se disputará a tres partidos con un orden de peor, mejor, mejor, el equipo ganador tendrá plaza en Primera División y el equipo perdedor, en Segunda el curso 2021/22.

## Equipos
| Club                              | Ciudad                 |                            | Pabellón                      |
| Grupo 1                           | Grupo 1                | Grupo 1                    | Grupo 1                       |
| --------------------------------- | ---------------------- | -------------------------- | ----------------------------- |
| Family Cash Alzira                | Alcira                 |                            | Palau d'Esports Alzira        |
| Barça B                           | Sant Joan Despí        |                            | Ciutat Esportiva Joan Gamper  |
| CFS Bisontes Castellón            | Castellón              |                            | Pabellón Ciutat de Castelló   |
| CD El Ejido                       | El Ejido               |                            | Pab. Mun. de Dep. de El Ejido |
| ElPozo Ciudad de Murcia           | Murcia                 |                            | Palacio de Deportes de Murcia |
| Full Energía Zaragoza             | Zaragoza               |                            | CDM La Granja                 |
| Elche CF Sala                     | Elche                  |                            | Pabellón Esperanza Lag        |
| Manzanares Quesos El Hidalgo      | Manzanares             |                            | Municipal de Manzanares       |
| Software DELSOL Mengíbar          | Mengíbar               |                            | Sebastián Moya Lorca          |
| Grupo 2                           |                        |                            |                               |
| Desguaces Casquero Atl. Benavente | Benavente              | Bandera de Castilla y León | La Rosaleda                   |
| Ciudad de Móstoles FS             | Móstoles               |                            | Villafontana                  |
| CD Leganés                        | Leganés                |                            | Pabellón Europa               |
| Noia Portus Apostoli              | Noya                   |                            | Pabellón Mun. Agustín Mourís  |
| Rivas Futsal                      | Rivas-Vaciamadrid      |                            | Cerro del Telégrafo           |
| JERUBEX Santiago Futsal           | Santiago de Compostela |                            | Pabellón Mun. de Santa Isabel |
| Soliss FS Talavera                | Talavera de la Reina   |                            | Polideportivo Primero de Mayo |
| Unión África Ceutí SD             | Ceuta                  | Bandera de Ceuta           | Gullermo Molina Ríos          |

## Primera Fase

### Grupo A
| | Equipo                       | Puntos | J  | G  | E | P | GF | GC | DG  |
| --- | ---------------------------- | ------ | -- | -- | - | - | -- | -- | --- |
| 1 | CD El Ejido                  | 31     | 16 | 10 | 1 | 5 | 68 | 61 | 7   |
| 2 | Barça B                      | 27     | 16 | 8  | 3 | 5 | 58 | 46 | 12  |
| 3 | Manzanares Quesos El Hidalgo | 25     | 16 | 6  | 7 | 3 | 43 | 36 | 7   |
| 4 | Atlético Mengíbar            | 23     | 16 | 7  | 2 | 7 | 47 | 44 | 3   |
| 5 | Full Energía Zaragoza        | 22     | 16 | 6  | 4 | 6 | 68 | 54 | 14  |
| 6 | CFS Bisontes Castellón       | 20     | 16 | 4  | 8 | 4 | 43 | 47 | -4  |
| 7 | Alzira FS                    | 19     | 16 | 5  | 4 | 7 | 41 | 49 | -8  |
| 8 | Elche CF                     | 16     | 16 | 4  | 4 | 8 | 49 | 67 | -18 |
| 9 | ElPozo Ciudad de Murcia      | 13     | 16 | 2  | 7 | 7 | 36 | 49 | -13 |
| Fuente: Liga Nacional de Fútbol Sala: Clasificación de la Segunda División – Grupo 1; actualización automática |                              |        |    |    |   |   |    |    |     |

### Grupo B
| | Equipo                  | Puntos | J  | G  | E | P  | GF | GC | DG  |
| --- | ----------------------- | ------ | -- | -- | - | -- | -- | -- | --- |
| 1 | Noia Portus Apostoli    | 34     | 14 | 11 | 1 | 2  | 49 | 30 | 19  |
| 2 | Unión África Ceutí SD   | 27     | 14 | 8  | 3 | 3  | 52 | 34 | 18  |
| 3 | Atlético Benavente FS   | 20     | 14 | 6  | 2 | 6  | 46 | 40 | 6   |
| 4 | Soliss FS Talavera      | 20     | 14 | 5  | 5 | 4  | 34 | 34 | 0   |
| 5 | Ciudad de Móstoles FS   | 18     | 14 | 5  | 3 | 6  | 44 | 44 | 0   |
| 6 | CD Leganés              | 16     | 14 | 4  | 4 | 6  | 40 | 42 | -2  |
| 7 | Rivas Futsal            | 14     | 14 | 3  | 5 | 6  | 29 | 44 | -15 |
| 8 | Jerubex Santiago Futsal | 7      | 14 | 2  | 1 | 11 | 22 | 48 | -26 |
| Fuente: Liga Nacional de Fútbol Sala: Clasificación de la Segunda División – Grupo 2; actualización automática |                         |        |    |    |   |    |    |    |     |

## Segunda Fase

### Grupo C - Ascenso
| Pos. | Equipo                       | Coef | Pts | PJ | PG | PE | PP | GF | GC | Dif. |
| ---- | ---------------------------- | ---- | --- | -- | -- | -- | -- | -- | -- | ---- |
| 1.   | Noia Portus Apostoli         | 2,41 | 53  | 22 | 17 | 2  | 3  | 77 | 47 | +30  |
| 2.   | Manzanares Quesos El Hidalgo | 1,75 | 42  | 24 | 11 | 9  | 4  | 71 | 53 | +18  |
| 3.   | Unión África Ceutí SD        | 1,73 | 38  | 22 | 11 | 5  | 6  | 75 | 59 | +16  |
| 4.   | CD El Ejido                  | 1,63 | 39  | 24 | 12 | 3  | 9  | 92 | 90 | +2   |
| 5.   | Software DELSOL Mengíbar     | 1,54 | 37  | 24 | 11 | 4  | 9  | 74 | 61 | +13  |
| 6.   | Barça B                      | 1,42 | 34  | 24 | 10 | 4  | 10 | 85 | 81 | +4   |
| 7.   | Soliss FS Talavera           | 1,32 | 29  | 22 | 7  | 8  | 7  | 62 | 68 | -6   |
| 8.   | Atlético Benavente FS        | 1,09 | 24  | 22 | 7  | 3  | 12 | 65 | 69 | -4   |

Coef = Coeficiente de puntos  por partido; Pts = Puntos; PJ = Partidos Jugados; G = Partidos Ganados; E = Partidos Empatados; P = Partidos Perdidos; GF = Goles a Favor; GC = Goles en Contra: Dif = Diferencia entre goles a favor y goles en contra 
Clasificación actualizada a 3 de mayo de 2021. Fuente: 
|  | Play_Off de Ascenso a Primera División |

### Grupo D - Permanencia
| Pos. | Equipo                  | Coef  | Pts | PJ | PG | PE | PP | GF  | GC | Dif. |
| ---- | ----------------------- | ----- | --- | -- | -- | -- | -- | --- | -- | ---- |
| 1.   | Family Cash Alzira FS   | 1,500 | 36  | 24 | 10 | 6  | 8  | 78  | 67 | +11  |
| 2.   | CFS Bisontes Castellón  | 1,375 | 33  | 24 | 8  | 9  | 7  | 62  | 72 | -10  |
| 3.   | Ciudad de Móstoles FS   | 1,333 | 32  | 24 | 9  | 5  | 10 | 71  | 69 | +2   |
| 4.   | Full Energía Zaragoza   | 1,333 | 32  | 24 | 9  | 5  | 10 | 101 | 90 | +11  |
| 5.   | CD Leganés              | 1,292 | 31  | 24 | 8  | 7  | 9  | 77  | 77 | 0    |
| 6.   | Elche CF                | 1,292 | 31  | 24 | 8  | 7  | 9  | 84  | 89 | -5   |
| 7.   | ElPozo Ciudad de Murcia | 0,958 | 23  | 24 | 5  | 8  | 11 | 55  | 64 | -9   |
| 8.   | CDB Rivas Futsal        | 0,875 | 21  | 24 | 5  | 6  | 13 | 56  | 97 | -41  |
| 9.   | Jerubex Santiago Futsal | 0,750 | 18  | 24 | 5  | 3  | 16 | 46  | 78 | -32  |

Coef = Coeficiente de puntos por partido; Pts = Puntos; PJ = Partidos Jugados; G = Partidos Ganados; E = Partidos Empatados; P = Partidos Perdidos; GF = Goles a Favor; GC = Goles en Contra: Dif = Diferencia entre goles a favor y goles en contra 
Clasificación actualizada a 22 de mayo de 2021. Fuente: 
|  | Descenso a Segunda B |

## Playoff de ascenso a Primera División
Todas las eliminatorias son al mejor de 3 partidos, jugándose el primer partido en casa del equipo peor clasificado en la segunda fase, y el segundo y tercer partido (si es necesario) en casa del equipo mejor clasificado en la segunda fase.
Asciende el ganador de la final. 
El equipo perdedor de la final disputará una eliminatoria contra el 15º clasificado de Primera División, también al mejor de 3 partidos. El ganador jugará la próxima temporada en Primera División y el perdedor en Segunda División.
|  | Semifinales | Semifinales                  | Semifinales | Semifinales                  | Semifinales |       |   | Final       | Final | Final | Final | Final |  |
|  |             |                              |             |                              |             |       |   |             |       |       |       |       |  |
|  |             |                              |             |                              |             |       |   |             |       |       |       |       |  |
|  | 4           | CD El Ejido                  | 8           | 2                            | -           |       |   |             |       |       |       |       |  |
|  | 4           | CD El Ejido                  | 8           | 2                            | -           |       |   |             |       |       |       |       |  |
|  | 1           | Noia Portus Apostoli         | 1           | 1                            | -           |       |   |             |       |       |       |       |  |
|  | 1           | Noia Portus Apostoli         | 1           | 1                            | -           |       | 4 | CD El Ejido | 4     | 3 (4) | 1     |       |  |
|  |             |                              |             |                              |             |       | 4 | CD El Ejido | 4     | 3 (4) | 1     |       |  |
|  |             |                              | 2           | Manzanares Quesos El Hidalgo | 3           | 3 (5) | 2 |             |       |       |       |       |  |
|  | 3           | Unión África Ceutí SD        | 2           | Manzanares Quesos El Hidalgo | 3           | 3 (5) | 2 | 1           | 2     | -     |       |       |  |
|  | 3           | Unión África Ceutí SD        |             |                              |             |       |   | 1           | 2     | -     |       |       |  |
|  | 2           | Manzanares Quesos El Hidalgo | 2           | 3                            | -           |       |   |             |       |       |       |       |  |
|  | 2           | Manzanares Quesos El Hidalgo | 2           | 3                            | -           |       |   |             |       |       |       |       |  |
|  |             |                              |             |                              |             |       |   |             |       |       |       |       |  |

| Asciende a Primera División Manzanares Quesos El Hidalgo |

## Playoff de Promoción de Ascenso a Primera División
|  | Final                 |   |   |   |  |
|  |                       |   |   |   |  |
|  | CD El Ejido           | 2 | 2 | - |  |
|  | CD El Ejido           | 2 | 2 | - |  |
|  | Pescados Ruben Burela | 3 | 8 | - |  |
|  | Pescados Ruben Burela | 3 | 8 | - |  |